# Bulbophyllum phaeoglossum
Bulbophyllum phaeoglossum là một loài phong lan thuộc chi Bulbophyllum.